# Gareth V. Williams
Pour les articles homonymes, voir Gareth Williams et Williams.
Gareth Vaughan Williams est un astronome anglo-américain, originaire de Leighton Buzzard en Angleterre, directeur adjoint du Centre des planètes mineures de l'Union astronomique internationale (UAI) et secrétaire du groupe de travail sur la nomenclature des petits corps..

## Biographie
Il rejoint le MPC en janvier 1990, et il est, en novembre 2017, le membre du personnel ayant occupé cette place le plus longtemps. Il est membre de l'UAI et représente le MPC dans divers comités et groupes de travail de l'union, en particulier en tant que membre du Groupe de travail sur la nomenclature des systèmes planétaires mais il est également secrétaire du Groupe de travail sur la nomenclature des petits corps. 
Gareth a obtenu son diplôme de premier cycle en astronomie à l'University College de Londres, puis son doctorat en 2013 de l'Open University. Il est connu pour avoir retrouvé les astéroïdes perdus (878) Mildred en 1991 et (719) Albert en 2000.
Il a également identifié la première observation connue d'un astéroïde troyen de Jupiter, en faisant le lien entre l'astéroïde A904 RD — un objet observé sur une seule nuit par Edward E. Barnard — et l'astéroïde (12126) 1999 RM11. Les observations de Barnard, qui pensait initialement observer le satellite de Saturne connu comme Saturne IX (Phœbé), étaient suffisantes pour montrer que l'objet était distant, mais il ne persévéra pas dans ses recherches. Le premier astéroïde troyen de Jupiter à être caractérisé comme tel, (588) Achille, fut découvert plus tard en 1906 par Max Wolf.
La planète mineure (3202) Graff, un astéroïde du groupe de Hilda, découvert également par Max Wolf à Heidelberg en 1908, a été nommée en l'honneur de Gareth (Graff) Vaughan Williams le 10 avril 1990 (MPC 16245),.